# 林宗賢
林宗賢（1915年6月3日—1995年），生於日治台灣臺北廳枋橋支廳，為板橋林家成員。日治時期曾任板橋街長，國民政府時期任板橋鎮長、國民參政員。

## 生平
其祖父林維源，外祖父清水蔡蓮舫，其父林祖壽，其母蔡嬌霞。林宗賢為長子，其弟林宗毅、林宗敬(祖椿記)，還有一位同父異母弟林宗慎。中學時至日本本土，在東京就讀成城學園高等科。大學畢業於京都帝大法學部。大學畢業後回到台灣，被任命為板橋街長。
1945年，日本投降，第二次世界大戰結束，中華民國政府接收台灣。林宗賢任板橋鎮長。1946年，林宗賢加入中國國民黨，任台北縣參議會參議員，又當選第四屆國民參政會參政員。創辦《中外日報》，任社長。
1947年，二二八事件中，林宗賢組織了地方服務隊，維持板橋地區的治安；以中央民代身份，至台北市中山堂參與二二八事件處理委員會的會議。被選派至美國領事館與美國領事會談，希望國際力量介入以平息二二八事件。在國民政府軍隊抵達進行清鄉之際，臺灣警備總司令部總司令柯遠芬拘補了林宗賢，此外，林衡道也遭拘捕。板橋林家運用各種管道疏通，林宗賢夫人陳雪香向多方呈送陳情書，白崇禧指示警備總司令部回報案情。林宗賢先被判刑10年，後改判3年，但不久就被釋放。
其姪林衡道回憶，因為二二八事件被拘捕一事，林宗賢耗費半數家產才得以被釋放。林宗賢是柯遠芬的房東，二二八事變後，蔡繼琨慫恿他去向柯遠芬先認錯，見到了柯遠芬，柯表示只要林宗賢寫下承認參與暴動的悔過書就沒事了，沒想到在柯遠芬的家中，柯遠芬叫他坐坐，一小時後，竟然再以悔過書所載罪名將其逮捕，向家屬勒索贖金。在此事件後，林宗賢不再於政治上活動，絕對效忠於中國國民黨，任黨部委員、市黨部委員等職，以求避禍。經其叔父林柏壽安排，任台灣水泥公司常務監察人。

## 參閲
- 林本源家族